# Pueblo mukulu
El pueblo mukulu o mokoulou es una etnia de Chad. Forma parte del complejo de pueblos hadjarai. Los principales comunidades se encuentran en la región de Guéra, en la subprefectura de Bitkine. Sus principales recursos económicos son la agricultura alimenticia y la ganadería. Poseen una lengua nativa también llamada mukulu que tenía unos 41.000 hablantes a 2016. Según estudios etnoreligiosos, el 80% de la población mantiene las tradiciones espirituales étnicas, un 15% es cristiana y un 5% musulmana.

## Idioma
El idioma mukulu pertenece al filo afroasiático y a la familia de lenguas chádicas del este. Posee los dialectos diongor Guera, djonkor Guera, doliki, dyongor Guera, gergiko, guerguiko, gugiko, jonkor-gera, mezimko, mokilko, mokoulou, mokulu, moriko, seginki. Los hablantes de muluku se localizan principalmente en la región de Guéra, departamento de Guéra, subprefectura de Bitkine, debajo del macizo de Guéra, Moukoulou, Séguine, Doli, Morgué, Djarkatché (Mezimi) y algunas aldeas de Gougué.

## Cultura
Los mokulu de Chad se encuentran en las estribaciones del macizo de Guera. Muchos de los grupos de esta región (hadjarai) comparten varias similitudes en cultura y estilo de vida, y es difícil diferenciarlos. A pesar de estas similitudes, son conscientes de las lealtades del clan y, en general, dudan en casarse entre sí. Aunque intentan mantener identidades separadas, los grupos mantienen relaciones pacíficas entre sí. En el pasado, incluso se han unido para proteger su independencia de fuerzas externas.
Son principalmente agricultores que intentan cultivar el suelo rocoso de la región. Algunos, sin embargo, se han mudado a las ciudades y han aceptado trabajos en la construcción o en el gobierno. El cultivo principal es el mijo; pero también se cultiva algo de algodón, okra, frijoles y maíz, junto con una variedad de frutas y verduras. Su dieta principal consiste en una pasta de mijo, que se come con una salsa a base de hojas silvestres, carne o pescado seco.
La mayoría de los mukulu reciben ingresos de la venta de excedentes de mijo y del transporte de mercancías para otros. Comercian con los grupos árabes-chadianos cercanos. En estos intermcambios el mijo se da a cambio de leche, carne y artículos elaborados por herreros árabes.
Los mokulu trabajan la artesanía con la que construyen artículos para su propio uso y no para la venta. Algunas de las artesanías incluyen esteras tejidas con hojas de palma, tinajas de barro para transportar y almacenar agua y granos, hilos y telas de algodón.
La mayoría de las mujeres mokulu usan telas estampadas de colores, ya sea envueltas alrededor de sus cuerpos o confeccionadas en vestidos. Las cubiertas para la cabeza se usan cuando están fuera de sus recintos. Los hombres usan pantalones de estilo occidental con camisas o túnicas largas con o sin pantalones.
Viven en aldeas compuestas por varios clanes, cada uno de los cuales habita en su propio barrio de la aldea. Varias cabañas que albergan a una familia extendida forman un complejo. Cada aldea tiene un jefe o líder que está principalmente a cargo de resolver las disputas dentro de la aldea. Cada pueblo también tiene un "jefe de la tierra", que tiene el poder religioso del pueblo. Las casas en las aldeas son chozas redondas de adobe con techos de paja en forma de cono. En la ciudad, sin embargo, las viviendas son de forma rectangular, están hechas de adobe y tienen techos planos.
Muchas aldeas de los mukulu tienen una escuela primaria, pero los maestros generalmente son personas sin formación docente.